# TV Legislativa
A TV Legislativa (mais conhecida pela sua sigla, TVL) é uma emissora de televisão brasileira com sede em Blumenau, estado de Santa Catarina.

## Programação
A TVL exibe uma programação regular de segunda à sexta. Entre os programas estão:
- TVL Comunidade
- TVL Notícias
- TVL Cultura
- Fala Vereador
- De Coração
- Nossa Gente
- Justiça Legal
- Sessão Ordinária
- Sessão Ordinária Mirim
- Especiais / Solenes

Além de retransmitir os programas da TVAL.